# Фарбування
Фарбування — складна фізико-хімічна технологія, результатом якої є сформоване міцне лако-фарбове покриття на поверхні матеріалів? найчастіше твердих.(Фарбують ще й біологічні об'єкти?, тканини ....)[джерело?]
Матеріали, що утворюють таке покриття, вступають у взаємодію з поверхнею, що фарбується в рідкому стані. Нанесення фарби здійснюють або контактним, або безконтактним способом. У момент нанесення фарба може перебувати як в суцільному об'ємному стані, так і в дрібнодисперсному, або порошкоподібному стані. Явище зчеплення матеріалу покриття з твердою основою називають адгезію[джерело?], що є предметом фізичної хімії. Фарбування представлено багатьма технологіями, використовує різні технологічні інструменти та обладнання.
На стадії термообробляння нанесеного шару фарби відбувається поліпшення зчеплення матеріалу фарби з матеріалом основи, розтікання, полімеризація і зв'язування острівців фарби в безперервний монолітний шар. Серед способів надання забарвлення фарбування відрізняється від насичення барвником тим, що зміна кольору пов'язана з нанесенням на предмет плівки, не зачіпаючи зміни кольору внутрішньої області предмета.
Фарбувальний цикл містить наступні операції:
- підготування поверхні (очищення, шліфування, ґрунтування),
- нанесення ЛФМ,
- термообробка.